# Stepfordské paničky (film, 2004)
Stepfordské paničky (v anglickém originále The Stepford Wives) je americká filmová komedie z roku 2004. Režisérem filmu je Frank Oz. Hlavní role ve filmu ztvárnili Nicole Kidmanová, Matthew Broderick, Bette Midler, Christopher Walken a Glenn Close.

## Obsazení
| Nicole Kidmanová   | Joanna Eberhart   |
| Matthew Broderick  | Walter Kresby     |
| Bette Midler       | Bobbie Markowitz  |
| Christopher Walken | Mike Wellington   |
| Glenn Close        | Claire Wellington |
| Roger Bart         | Roger Bannister   |
| Faith Hill         | Sarah Sunderson   |
| Jon Lovitz         | Dave Markowitz    |